# Calhoun megye (Dél-Karolina)
Calhoun megye az Amerikai Egyesült Államokban, azon belül Dél-Karolina államban található. Megyeszékhelye és legnagyobb városa St. Matthews. Lakosainak száma 14 119 fő (2020. április 1.). Calhoun megye Richland, Sumter, Clarendon, Orangeburg és Lexington megyékkel határos.

## Népesség
A megye népességének változása:
| Lakosok száma | 15 110 | 15 183 | 14 928 | 15 055 | 14 781 | 14 119 |
|               | 2010   | 2011   | 2012   | 2013   | 2015   | 2020   |